# 本位田外記之助
本位田 外記之助（ほんいでん げきのすけ）は、安土桃山時代の武将。

## 略歴
本位田氏は播磨国佐用郡本位田郷を名字の地とする武士で、室町時代に同国守護を務めた赤松氏の同族であるという。その祖を本位田河内守といい、その嫡孫の本位田為利は天文23年（1554年）宇喜多氏に敗れて戦死し、為利弟の正重は播磨との国境に近い美作竹山城主の新免貞重の女婿となり、その子・新免宗貞の代にはその後見役を務め、同国英田郡粟井に住んだという。
本位田氏の系譜によれば、外記之助は本位田正重の三男。二人の兄はいずれも天正5年（1577年）頃に草刈氏との戦いで戦死したという。外記之助は新免家中でも武勇で知られ、新免宗貞の代には新免伊予守と並ぶ「長臣」で小谷城主だったという。しかし宗貞の子の宗貫は外記之助に害意を企て、天正16年（1588年）これを誅殺したという。系譜によれば享年27。

## 外記之助殺害事件
江戸時代後期成立の『東作誌』や本位田氏の系譜は、新免宗貫の命で外記之助を討ったのは平田無二としている。無二と外記之助は師弟関係にあり、また外記之助に罪科がなかったために当初無二は固辞したものの、再三の求めにやむを得ず、外記之助に奥義を伝授すると偽って私邸に呼び出し、中務坊という僧侶とともに外記之助を騙し討ちにしたという。江戸後期成立の軍記物『美作太平記』は外記之助誅殺の動機は、竹山城主新免氏の愛妾に無礼を働いたがためであったとしており、その死も平田宅において自刃したとしている。
また外記之助への討手として平田無二の他に、播磨国佐用郡上石井の武士・小守泰重とその弟の泰時があったともいい、三人は平田宅で外記之助を捕らえて新免宗貫の元へ差し出し、殺されたという。